# C.N. Annadurai
Conjeevaram Natarajan Annadurai (tamil. காஞ்சீபுரம் நடராஜன் அண்ணாதுரை; ur. 15 września 1909 w Kanchipuram, zm. 3 lutego 1969) – indyjski polityk, działający głównie w stanie Tamil Nadu i jego premier, także dramatopisarz i scenarzysta; znany z talentu oratorskiego.
Pogrzeb C.N. Annaduraia zgromadził ok. 15 mln uczestników i pod względem liczby żałobników stanowił największe jak do tej pory uroczystości tego rodzaju w historii.